# おれはキャプテン
『おれはキャプテン』は、コージィ城倉による日本の漫画作品。野球を題材としている。『週刊少年マガジン』（講談社）2003年第41号より連載開始、2005年第1号まで連載された後、同社の『マガジンSPECIAL』に掲載を移した。『第1部・中学野球の章』と『第2部・くたばれ甲子園の章』『第3部・新主将の章』『第4部・高校3年生の章』とシリーズ化され、講談社のコミック単行本レーベル「KCマガジン」より単行本が発刊。全35巻。
35巻の時点で主人公の属する朋王学園高校は地区予選で優勝を果たし、二度目の甲子園出場を決め、物語は一応の区切りを迎えた。
続編として舞台を東京六大学野球に移した『ロクダイ』が開始された。

## あらすじ

### 中学時代
東京都・狛江市にある公立中学校「狛駒中学校」野球部では、次期キャプテンが誰になるのかの話題で持ちきりとなっていた。その野球部に所属する霧隠主将は影の薄い補欠選手であり、部活にも熱心ではなく、家で引きこもりがちな生活を送っていた。そのことを心配した母親が、担任であり野球部の顧問である教師に相談したところ、顧問の「環境は人を変える」という信念に基づき、主将を野球部のキャプテンに指名してしまう。
最初は本人も戸惑い、他の部員からも反発されるが、キャプテンとなった主将は、自らハードなトレーニングを課して、短期間でレギュラーの座を勝ち取る。さらに、独創的な練習方法をチームメイトに提案して、試合では見事な采配を発揮するなど、反発していた部員達も徐々に引き込まれていく。

### 高校時代
千船中との対戦から月日が流れ、カズマサは中学卒業を目前としていた。その後の狛駒中は、東京都大会を制し、関東大会から全国大会に出場し、ベスト8に進出する強豪校となっていた。特にカズマサは全国大会で5割2分6厘のアベレージを残し、名だたる強豪高校からスカウトされる程の選手となっていた。そんな中、強豪校である東香西校を見学することになるが、そこで目にした『体育会』的な高校野球に嫌悪感を抱き、一緒に見学に行ったデレック井慈田と共に無名高校に進学し、自分達の好きな野球をすることを決意する。この計画のために蝦名やデレックの父親を引き込み、カズマサの高校野球生活が始まる。

## 登場人物 (第1部)

### 狛駒中学
狛江市にある市立中学校。野球部の戦績は創設以来2回戦を突破したことがないという平凡なものだったが、霧隠主将がキャプテンになったことにより、一気に強豪チームとなる。
霧隠主将（きりがくれ かずまさ）
今作品の主人公。ニックネームは『カズマサ』。ポジションは捕手。部活に熱心ではなく、他の部員達から「霧の中に隠れて消えそうな部員」と冷笑されているが、実は学年トップになるくらい頭が良い。将来は野球を中心としたフリーのスポーツジャーナリストになることが夢で、そのために学生時代に野球を経験していた方が良いと考え野球部に入部している（そのため、部活の成績には興味はなかった）。部活以外は部屋に閉じこもり、ゲームやインターネットに明け暮れ、時折寝坊して遅刻したり休んだりしている。顧問である草刈によって、荒療治として本来は部員内での投票によって決められるキャプテンに独断で任命されてしまう。当初はそのことに戸惑うものの、幼馴染のユッキー（塚田柚希）の言葉からやる気を出し、自らハードなトレーニングを課して、それまでの人畜無害な人当たりからは豹変した、まるで独裁者のような強権的な指導で部員達を引っ張っていく。当初は反発していた部員達も、試合に勝ち続けて行くに随い、カズマサの持つ不思議なカリスマ性で、徐々に引き込まれていく。目標とする野球スタイルは『打って打って打ち勝つ野球』。
本町鉄雄（もとまち てつお）
カズマサの後輩。ポジションは捕手で、後に一塁手に転向。左打ち。当初はカズマサのことを補欠だと思い軽んじていたが、カズマサがキャプテンになり、実績を重ねることで、その能力に惹かれ、カズマサに付いて行くことを心の中で誓う。小柄だが、野球センスはあり、カズマサから1番打者に指名される。当初新主将に就任したカズマサの方針によりチーム全体が打撃練習ばかりして守備の練習は行わなかった中で、一塁手が機能しなければ試合にならないという理由でただ1人カズマサに特守練習をつけられていた。後にカズマサの後を引き継ぎ野球部主将になり、主将としては守備にも力を入れるようになった。
横須賀昌輝（よこすか まさき）
カズマサと同学年のチームメイトで、ポジションは投手。野球部次期主将候補だったが、カズマサにその座を奪われる。当初はカズマサを認めていなかったが、カズマサの指揮で勝ち続けることで、徐々に認めるようになる。当初は上手投げだったが、ブロック決勝で対戦する千船中との対戦を前に、カズマサから下手投げに変更させられる。投法の変更に最初は反発するが、実際に投げてみると下手投げの方が合っており、その後有名校からスカウトがくるほどになる。意外と頭に血が上りやすい性格で、ブロック決勝でデレック井慈田（下記記載）から挑発され、思わず殴ってしまい、退場処分を受けてしまう。
那巳川（なみかわ）
カズマサと同学年のチームメイトで、ポジションは捕手で後に投手へコンバート。横須賀同様、野球部次期主将候補だったが、カズマサにその座を奪われる。同じく当初はカズマサを認めていなかったが、徐々に認めるようになる。カズマサによって、捕手から投手へと強引に転向させられるが、本人は「投手って結構気持ちいいよね」とまんざらでもない様子。捕手出身なので、一般に「かつぎ投げ」と呼ばれる独特の投げ方をする(現実にもバートロ・コローンなどの例がある)。この投手への転向によって、横須賀同様、後の野球人生が大きく変わることとなった。一時期下手投げをしていたが、コントロールが付かず苦労していたこともある。
曽根（そね）
カズマサと同学年のチームメイトで、ポジションは三塁手。当初はカズマサのことを認めず、元々1番打者だったものをカズマサに9番打者にさせられ（これはカズマサの作戦ではあるが）、さらに怒るが、勝ち続けることでカズマサを認めるようになる。
二瓶（にへい）
カズマサと同学年のチームメイトで、ポジションは中堅手。当初はカズマサを認めず、1回戦で不注意なプレーから1回で交代させられさらに怒るが、勝ち続けることでカズマサのことを認めるようになる。
蛭間（ひるま）
カズマサと同学年のチームメイトで、ポジションは右翼手。当初はカズマサを認めていなかったが、勝ち続けることで認めるようになる。当初は打撃に自信が無かったが、カズマサの特訓により、打てるようになったことを驚いていた。
江田（えだ）
カズマサと同学年のチームメイトで、ポジションは二塁手。当初はカズマサを認めていなかったが、勝ち続けることで認めるようになる。
三条（さんじょう）
カズマサと同学年のチームメイトで、ポジションは左翼手。当初はカズマサを認めていなかったが、勝ち続けることで認めるようになる。
山路（やまじ）
カズマサと同学年のチームメイトで、ポジションは遊撃手。当初はカズマサを認めていなかったが、勝ち続けることで認めるようになる。何となく地味で影が薄い。
塚田柚希（つかだ ゆずき）
カズマサのクラスメートで幼馴染。ニックネームは『ユッキー』。家が隣同士で互いの部屋も隣接しているため、屋根づたいにカズマサの部屋を行き来している。野球部のマネージャーで、カズマサがキャプテンになり、それまでの自分の知っているカズマサが180°変わったことに戸惑い、驚いている。カズマサのことを好きな様子だが、顔には出していない。
草刈（くさかり）
狛駒中学校の教師。野球部顧問でカズマサの担任。生徒達からは影で『かりチャン』と呼ばれている。『環境が人を変える』が持論で、カズマサの母親から相談を受け、荒療治としてカズマサを野球部キャプテンに任命するが、そのために野球部が変わったことに驚き戸惑っている。監督としての指導力が心許ないため、部員達から監督としては少々軽んじられている一面があるが、カズマサの特訓により、何か問題が起きるのではないかと言う他の教師達の意見に対し、その時には、自分が批判の矢面に立ち、生徒達の防波堤になろうと決意するなど、結構男気を持っている。そのためか、カズマサたちが卒業した後、後輩部員のコーチを依頼したさい、カズマサたちも快く依頼を受けたり、横須賀や那巳川が高校3年最後の大会が終わった後に訪れ話を聞く等、教師として尊敬され恩師として交流している。

### 喜田野中学
1回戦で狛駒中と対戦した中学校。互いに2km程しか離れていないため、頻繁に練習試合を行っている間柄。野球部員同士もだいたい顔見知り。カズマサがキャプテンになる前までは対戦成績4勝4敗と互角。
沢崎（さわざき）
喜田野中野球部キャプテン。カズマサと知り合いで、偵察に来たカズマサを部員からマネージャーに降格したと思い込んでいたが、対戦した際、キャプテンになったことを知り驚くと同時に、狛駒中の変わり様に驚いていた。
常本（つねもと）
喜田野中野球部のエース。シニアリーグのチームでエースになれず軟式に転向する。普通のチームなら大体エースになれる実力を持つが、偵察に来たカズマサが投球を受けることを申し出てこれに応じた際に「球質が軽い」という弱点を見抜かれ、さらにデータ分析の結果「カーブが必ずど真ん中に入る」という弱点まで洗い出される。そうして狛駒中に18点とられて負けたことにショックを受ける。

### 脇谷中学
2回戦で狛駒中と対戦した中学校。狛駒中とは正反対に『守って守って守り抜く』野球を目標にしている。
清原雅数（きよはら まさかず）
脇谷中野球部キャプテン。カズマサと同じく、野球部顧問によってキャプテンに指名される。カズマサと同じく独裁的な指揮を取るが、カズマサのようなカリスマ性は無い。その代わりに主要選手達の弱みを握って脅迫し、チームの求心力としている。そのためにチーム内では浮いた存在になっている。『番長日記』と言う自分のブログを持っている。

### 千船中学
ブロック決勝で狛駒中と対戦した中学校。今大会の優勝候補。
デレック井慈田（デレックいじた）
千船中野球部キャプテン。ポジションは遊撃手。アメリカ人の父と日本人の母のハーフ。父親は元アメリカマイナーリーグの3Aの選手で、その血を受け継いでいるのか抜群の野球センスを持っている。狛駒中の『打って打って打ち勝つ野球』に興味を持ち、自分のチームにも取り入れる。決勝で足を負傷したことにより、集中打を打たれ負けてしまうが、後にカズマサと大きな関わりを持つことになる。
蝦名富一（えびなとみいち）
千船中野球部のエース。中学生ばなれした速球と、物凄いキレのあるカーブを投げるが、立ち上がりが異常に悪く、ある程度の投球数（おおよそ3回）までは四球と死球を連発し、概ね5点～10点近くの失点を重ねるものの、それ以降は誰もまともに打つことは出来ない。蝦名もまた、カズマサと後に大きな関わりを持つことになる。意外にもエース特有のプライドの高さとは無縁のおおらかな性格で、デレックやチームメイトの言うことには逆らわない。
下の名前については、続編になる「ロクダイ」で判明する。
千船中野球部の監督
割とのんびりしていて、部員に色々と言わないが、負傷を押して出場を続けるデレックと最後までストレートに拘る蝦名に対し「男がプライドを捨てたらおしめーだもんな」の名言と共に後押しする。

### その他
カズマサの父
日本を代表する家電メーカー『サニック』の社員。ビデオカメラやノートパソコンを社員価格で安く手に入れているが、ほとんどカズマサに使われている。子供には自主性を尊重しているためか、あまり色々言わない。そのため、影が薄い。
カズマサの母
カズマサが部屋で引きこもりがちな生活をしていることを憂慮し、担任の草刈に相談する。だが、そのことによりカズマサの環境が全く変わり、その変わり様にかなり戸惑っている。
霧隠千明（きりがくれ ちあき）
カズマサの妹で、六つ年下の小学生。たまにカズマサの部屋でマンガを読んでいることもあるが、ストーリーにはほとんど関わらない。
ロジャー井慈田（ロジャーいじた）
デレックの父親で、元マイナーリーグ（3A）の選手。3Aを放出された後、日本の球団へ売り込みに来たが、選手ではなく通訳として採用され、そのまま日本に根を下ろした。その後、日本人女性と結婚し、デレックが産まれる。デレックと蝦名をコーチしているが、息子を一流選手に育て上げ、甲子園に行かせようとしているものの、蝦名は甲子園に行かせずに無名のままメジャーリーグに売り込もうとしている。現在は食堂を経営しているが、味覚の違いからか恐ろしく口に合わず、そのためか店は常に閑古鳥が鳴いている。
デレックの母
デレックの母親で、ロジャー井慈田の奥さん。夫の経営する食堂の二階で学習塾を経営している。こちらの方は繁盛していて、食堂の経営不振をフォローしている。デレックのピンチに大声を張り上げ応援するなど、息子のためなら熱くなる。

## 登場人物 (第2部～第4部)

### 朋王学園高校
狛江市と武蔵野市の中間にある仙川町に新設された私立高校。大手企業の『たこちゃんほんぽ』が学校経営に乗り出し創立された。スポーツに力を入れ、野球にも力を入れようとしていたが、当初は硬式野球部では無く、軟式野球部を創部させようとしていた。だが、カズマサの売り込みから硬式野球部に転向する。元々、軟式野球で全国大会を目指そうとしていたので、集められたメンバーもカズマサやデレック曰く「そこそこの実力」を持っていた上、カズマサのアイデアによる特訓で鉄壁の守備を身に付け、メンバー全員が1年生ながら「2回戦から3回戦まで勝てる程度」と予想していたロジャーの心配をよそに西東京大会でベスト8に進出し、その後も、地区予選では必ずベスト8以上に進出する強豪高となっている。『体育会』を嫌悪しているカズマサの考えから、トレーニングはハードだが、厳しい上下関係や、上級生による下級生への理不尽なシゴキは存在しない。カズマサが2年の夏の予選決勝で東香西高校と対戦し、惜敗するが、東香西高校が部員同士の暴行事件により甲子園出場を辞退したため、カズマサの思惑とは全く違う形で甲子園大会に出場、カズマサの言動や行動により良くも悪くも注目される中、ベスト8に勝ち残る。その後、選抜大会出場を目指し、秋季都大会準決勝に進出するが、松予野高校に敗戦し選抜出場を逃してしまう。そして、カズマサたち高校3年生最後の西東京大会にて、美波里高校に勝利し、実力で甲子園大会への出場を掴み取る。なお、続編である『ロクダイ』にて実力で掴み取った甲子園大会出場だが、一回戦での不慮のアクシデントが原因で惨敗し、一回戦負けしてしまった事が語られている。
霧隠主将（きりがくれ かずまさ）
中学時代、全国大会に出場し、キャプテンとしてチームを引っ張りベスト8に進出する活躍を見せ、強豪高校からスカウトされる程の選手に成長する。そんな中、野球部顧問の草刈の頼みで、東香西高校を見学に行くことになるが、下級生をシゴくことを生き甲斐とする上級生や、それを知りつつ黙認している指導者達の姿を見て、その体育会系さと、現状抱えている高校野球の問題点に嫌気がさし（ただし、高校野球や甲子園大会が嫌いな訳ではなく、「日本の夏は甲子園大会があるから美しい」と発言している）、無名の新設校である朋王学園に進学。そこで強引に硬式野球部を作り、自らキャプテンになり甲子園出場を目指していたが、上記の様に本人が望まない形で甲子園出場が決まってしまい、インタビューでそのことに対する怒りを爆発させ、さらに、始球式の球でホームランを打つなど観客やマスコミを敵に回してしまう（新聞の見出しは『ふてくされ王子』）。だが、2回戦終了後、対戦チームに行った行為がマスコミにより美談として報道され、『ふてくされ王子』から『美談王子』として、良い人扱いされてしまう。それ以降、その活躍は良くも悪くも注目されることになる。
デレック井慈田（デレック いじた）
千船中野球部元キャプテンでカズマサの盟友。初めて対戦して以来、友人となる。中学時代は狛駒中にことごとく破れているが、その野球センスからカズマサ同様、強豪高校から注目されている。ユッキーに惚れていて、カズマサとユッキーの家が隣同士なのを知り、毎日のようにバスで40分かけてカズマサの家に通っていた（ただし、ユッキーには相手にされていない上、デレック自身も女性に対して奥手な性格なため、高校入学後も仲は進展していない）。カズマサについて行き東香西高校に見学へ行くが、その際カズマサと同じ思いをし、カズマサの誘いで朋王学園に進学する（実は心の中で、カズマサと同じチームで野球をしたいと思っていた）。父親譲りの野球の才能に加え、母親譲りなのか、カズマサに勉強を教えられる程頭が良い。カズマサ同様、望まない形で得た甲子園出場を不満に思っていた。
蝦名（えびな）
千船中野球部の元エース。デレックの父親ロジャーに鍛えられ、さらにレベルアップする（だが、立ち上がりの悪さは相変わらずで、それが原因で負けてしまうパターンが多い）。ロジャーは、蝦名を無名高校に進学させ、荒削りなまま注目されずに日本のプロ野球からドラフトされないようにし、メジャーリーグのチームに入団させようとしていたが（実際には中学卒業の時点で、有望選手として強豪高校から注目されていた）、本人は甲子園に行きたいし、アメリカには行きたくないと思っていたところに、カズマサとデレックに引きずり込まれる形で朋王学園に進学することになる。ロジャーは、出来るだけ蝦名を目立たせないように起用していたが、地区予選から甲子園大会での活躍により、徐々に日本のプロ野球のスカウトから注目されるようになり、すでにドラフト上位指名の有力候補となっている。蝦名もまた、カズマサやデレック同様、望まない形で得た甲子園出場を不満に思っていた。打者としても朋王最強で、「朋王三連星」最後の3番でスリーランホームランを量産する。第2部では「蛯名の立ち上がりが悪いのは驕り故に士気を欠いているからであって、失点を重ねた後で慌てて集中力が上がる」というロジャーの分析が見られる。栄光城学園との甲子園大会での対戦で、同点ホームランを打つものの、1塁ベースを踏み忘れ、ホームランは無効となり、その結果負けてしまうというミスをしてしまう（ただし、そのことについてはチームの誰も怒っていない）。甲子園大会出場を決めた後、どさくさ紛れにユッキーに告白していて、実はユッキーに好意を寄せていた事が判明する。甲子園大会にて、不慮のアクシデントが原因で利き腕の骨折という重傷を負い、順調だった野球生活が大きく変わってしまった事が、続編である『ロクダイ』で語られている。
野口拓一（のぐち たくいち）
流山部長が集めてきた軟式志望だったメンバーの1人。ポジションは一塁手。当初は朋王三連星の次に4番を打っており、同じポジションの蟹江西人が入学前に試しにノックに参加した際には一塁守備の手本を見せた。蟹江加入と成長に伴いベンチに。左投げ左打ち。
武広潤（たけひろ じゅん）
流山部長が集めてきた軟式志望だったメンバーの1人。ポジションは二塁手。蝦名の球で練習している朋王学園の中でも打撃がいいのか、（三連星が1、2、3番ということもあるが）クリーンナップの5番を打つ。デレックとの二遊間は高校野球の記者に「アライバか！？」と言われるほどの守備力を誇るが、エラーを連発したこともあった。
西神仁（にしじん ひとし）
流山部長が集めてきた軟式志望だったメンバーの1人。ポジションは三塁手。長い間7番を打っていたが、3年になってからは8番に落ちる。雷に弱く、近くでなると腰を抜かしてしまうという一面がある。
大貝健（おおがい けん）
流山部長が集めてきた軟式志望だったメンバーの1人。ポジションは左翼手。打順は8番だが、小技が上手く出塁率は悪くない。3年になってからは西神と入れ替えで7番に。
勝村光二朗（かつむら こうじろう）
流山部長が集めてきた軟式志望だったメンバーの1人。ポジションは中堅手。6番だったが対東香西から本町と入れ替えでベンチ入りする。左投げ左打ち。
篤士田太（あつしだ ふとし）
流山部長が集めてきた軟式志望だったメンバーの1人。ポジションは右翼手だが、投手経験があるため投手として登板することもある。蝦名ほどの威力はないが安定感があり、格下相手が多いとは言え大会中の防御率は蝦名よりも上の場合がほとんど。打順は9番。たまに電光掲示板などが「篤志田」表記になっていることがある。
塚田柚希（つかだ ゆずき）
中学卒業後は女子高に進学するつもりでいたが、カズマサと一緒にいた方が面白そうと考え朋王学園に進学し、自らすすんで野球部のマネージャーに就任する。デレックから熱烈なアタックを受けているが、相手にしていない。
ロジャー 井慈田（ロジャーいじた）
カズマサの策略で朋王学園野球部監督に就任する。監督になったことで、食堂はランチタイムのみの営業で、野球部監督を優先するので休業することもあり、そのことを不満に思っているが、元々閑古鳥が鳴く程客が来ず、奥さんの学習塾が家計を支えているので、あまり生活に支障は出ていない。カズマサのことを「恐ろしい子供」と思いつつも、その才能を高く評価している。息子のデレックを甲子園に行かせたいが、蝦名をメジャーリーグに入団させることも諦めきれず、板挟みになっていたが、蝦名の才能が日本のプロ野球のスカウトに知れ渡ってしまい、メジャーリーグに入団させることは自棄気味に諦めている。アメリカ人だが、甲子園に対して何故か人一倍思い入れがあり、そのために体育会系を必要悪として容認している節がある。策略で監督になったが、監督になった後は結構乗り気で、自ら率先してランニングしたり、部員たちを「私のかわいい息子」と呼んだりしている。元3Aの力は伊達でなく、真剣勝負として蛯名の投球を打つ形のノックでは初めてその打球と対峙したショートが慄いて逃げる場面もあった。チーム内ではカズマサのアイデアで『ボス』と呼ばれ、本人も気に入っている（カズマサはたまに『ロジャー』・『おとっつぁん』とか呼ぶことがあり、本人は嫌がっている）。女性に関しては意外に奥手で、その性格はデレックに引き継がれている。
流山均一（ながれやま きんいち）
朋王学園野球部部長。高校生時代は甲子園大会でベスト8に進出、その後大学で軟式野球に転向し、チームを優勝に導く原動力となり、大学卒業後は高校の軟式野球チームの監督として、2度全国大会で優勝に導く。これらの活躍から『軟式の雄』と呼ばれた。朋王学園には軟式野球の監督として招かれるが、カズマサの売り込みで、その実力を認め、理事長に談判し硬式野球部に変える。本人は監督として甲子園を目指そうとしたが、カズマサの策略でロジャーが監督となり、野球部部長となってしまう。色々と振り回されているものの、カズマサの事は認めている。後に勘違いから東香西高校の監督にスカウトされるが、断っている。
本町鉄雄（もとまち てつお）
カズマサの後を継ぎ、狛駒中キャプテンとなり、後を追うように朋王学園に入学する。入学前に試しに参加したノックで高校野球の厳しさを知り、カズマサから駄目出しされてしまう（実はカズマサは期待している）。元は一塁手だったが、蟹江とポジションが被る上に、カズマサから「自分のポジションをもう一度考えてみろ」と言われたことで現在はファーストミットでセンターの守備を行っている。足の速さ自体は普通だが打ってから走り出すまでが異常に速く、内野安打を量産する。
日弦悟（ひげん さとる）
本町と同じ歳の2年生。小学生の時、リトルリーグで世界一となったチームの4番打者だったが、そのことで大人達から期待されたのが嫌で、反発心から中学時代はサッカー部に入部したが、野球に対する想いが捨てきれず、朋王学園に入学する。元々は一塁手だったが、3年間のブランクは大きく、打撃の衰えを理由にカズマサから投手になるよう指示される。体育会系の色がない朋王学園野球部の中で、唯一体育会系の匂いを持つ。大州圭に気があるらしく、色々とアプローチしているが相手にされず、影で「デブ先（デブ先輩）」と呼ばれている。140km/h弱の直球とフォークが持ち味。
蟹江西人（かにえ さいと）
本町と同じ歳の2年生で、ニックネームは『ウエスト』。中学時代はシニアリーグで活躍し、流山部長から「逸材と言われる部類に入れてもいいかもしれない選手」と、その才能を高く評価されている。当初は朋王学園に入学するかどうか悩んでいたが、カズマサの不思議なカリスマ性に惹かれ、入学することになる。入学後3週間にして春季大会に出場を果たし、部内の同学年の中で最も高校野球デビューが早い。伊賀丸高校戦ではサヨナラホームランを打ち、勝利に貢献するなど、その才能を開花させつつある。ポジションは一塁手。
大州圭（おおす けい）
カズマサよりも2学年下のハーフで金髪の女学生。カズマサより「オースチン」の愛称で呼ばれる。中学時代、ソフトボール日本一のチームでエースであった実績を持ち、その実績で入学できる高校が多々あるにもかかわらず、朋王学園に進学した上、女子ながらも野球部に入部し、男子に混じっての硬式の練習を難なくこなしている。同じく中学時代ソフトボール日本一であった美波里高校のハーディ西井戸と宗谷岬とは幼馴染であり盟友だが、姉御肌で気が強いため二人は逆らえない。腕試しに3ヶ月のみ在籍したスワローズジュニアでは3人とも出色の存在であった。美波里高校監督の大州は実父だが、野球にのめりこみ過ぎて家庭をないがしろにしたことや、後述の田中沙流の一件で、関係はギクシャクしている。朋王学園に入学したのは父親に対する反発もあったが、実はカズマサのことが好きで、一緒に野球をやりたかったと言うのが一番大きな理由であったが、意外と惚れっぽい性格で、デレック・蝦名・本町にときめく描写もある。家庭内でのゴタゴタや気の強い性格から、父親を含む男性に叱られた事がなく、尊大な態度や我儘な振る舞いもしていたが、本町に態度を忠告され厳しく叱られてからは、本町にしおらしく従うようになっている。最終回には、やはりカズマサの事が一番好きだと告白している。恋多き美少女
朋王学園理事長（ほうおうがくえんりじちょう）
朋王学園の理事長であり、大手企業の『たこちゃんほんぽ』の社長。創部間もない野球部が、自分の考えていた以上に活躍したことを喜ぶ。だが、甲子園大会が決まった以降のカズマサの発言や行動に激怒し、一時はカズマサを退学処分にするつもりでいたが、大会でのカズマサの活躍から考えを改め、色々と振り回されているものの応援している。

### 松予野高校
西東京地区の強豪高校。横須賀がスカウトされ入学する。カズマサが1年生の時、甲子園に出場。その後、2年の秋季大会で朋王学園を破り決勝に進出。決勝で昭明高校を破り選抜大会東京都代表に選ばれ、選抜大会ではベスト4まで勝ち残る。
横須賀昌輝（よこすか まさき）
狛駒中を卒業後スカウトされ松予野高に入学、1年生ながら控えの投手としてベンチ入りし、試合出場は無かったが、チームは西東京大会を制し、甲子園球場の土を踏む。2年の夏、吟南高校に敗れた後新チームではキャプテンに就任する。
麻生（あそう）
松予野高校の選手で、ポジションは投手。元々は一塁手だったが、その長身を生かし対左として投手に変更させられる。サボりがちな性格で喫煙もしていたため、横須賀とは反りが合わず、そのためほとんど会話もない状態が続いていた。ワンポイントの抑え投手として起用されることになったが、そのために同じ投手である横須賀とひと悶着起こすことになってしまう。
宮越（みやこし）
松予野高校の野球部マネージャー。元々は選手として入部し、攻守優れた選手で将来を期待されたが、気胸を発症し、選手としてプレイする事が困難になり、マネージャーに転向する。その後、気胸は完治したがマネージャーの方が自分に合っているということと、練習に付いていけないという理由からそのままマネージャーを続け、監督も重用しだす程の能力を見せていたが、朋王学園と美波里高校の対戦を観戦した際、選手としての情熱が再び沸き起こり、マネージャーから選手に復帰。厳しいトレーニングを自らに課しブランクを克服、レギュラーの座を勝ち取る。

### 昭明高校
西東京地区の強豪高校。那巳川がスカウトされ入学する。2年の秋季大会で決勝に進出、松予野高校に敗れるものの、共に選抜大会東京都代表に選ばれ、準優勝をという結果を得る。
那巳川（なみかわ）
横須賀と共に狛駒中の投手二枚看板として全国大会でベスト8まで進出する原動力となったことを評価され、昭明高にスカウトされ入学する。捕手出身のため「かつぎ投げ」「キャッチャー投げ」などと呼ばれる独特の投球フォームをするが、それがボールの出所を見えにくくさせると言う副産物を生み出し、球は速くはないが、「絶対に高めにはいかない」絶妙のコントロールを持っている。1年の夏の大会終了後に監督の判断でエース格として指名される。これは上級生のエース候補を発奮させるためであったが、エース格に選ばれた彼のモチベーションと実力を上げ、実質的にもチームのエースとして認められる結果になった。2年の夏には準決勝まで防御率0点台を誇り蝦名をライバル視するほどの投手となり、「那巳川ギャル」も出現するほどになった。しかし、カズマサ達と戦い敗れる。2年夏の予選の決勝で敗れ、ふてくされているカズマサの下に、横須賀・二瓶と乗り込んでいった。夏の大会後、新チームでキャプテンに就任する。
3年の夏の予選前にムービングをマスターし、投手としてレベルアップしている。
遠山三五郎（とおやま みつごろう）
昭明高の第二エース投手。那巳川の活躍であまり出番がなかったが、選抜大会で監督の配慮により試合に登板し才能を開花させ、昭明高の試合の内半分のイニングを投げ準優勝に貢献、那巳川がいなければエースになれる程の実力をつけるようになった。打者から見て、一番打ちづらいコースをつくスライダーを武器にしている。

### 東香西高校
西東京地区の強豪高校。カズマサをスカウトするべく、OBのルートで野球部への見学に誘うが、そこでカズマサに体育会系の嫌な面を見せてしまい、結果的にカズマサやデレックが朋王学園に入学する原因を作ってしまう。カズマサ達が2年の春にはコールド負けするなどあまり良くない戦績だったが、夏の予選では決勝に進出、朋王学園と対戦、勝利し、甲子園行きのキップを掴むものの、その後、部員同士による暴力事件が発覚。このことにより出場を辞退する。翌年、その雪辱を果たすべく西東京大会に出場するが、美波里高校との対戦で敗退してしまい、雪辱を果たせなかった。
田浦浩（たうら ひろし）
東香西高校の監督。カズマサらが生徒と問題を起こした際、校内の生徒が起こした問題を隠蔽するためにカズマサらを強引に入学させようとするが、カズマサに隠蔽を画策した証拠となる録音テープを取られて失敗する。一時、監督を辞めさせられそうになるが、次期監督候補に挙げられた流山が監督就任を断ったため、そのまま監督を続ける。暴力事件が発覚した事により甲子園大会への出場を辞退した後も監督を続けている。
北（きた）
カズマサ達の1学年上で、カズマサ達が朋王学園に入学するきっかけになった1人。東香西高校のエースだったが田浦監督には「正直弱い」と評され、地区予選の途中から茉莉村と交代させられるようになる。
渡辺（わたなべ）
カズマサ達の1学年上で、カズマサ達が朋王学園に入学するきっかけになった1人。二番手投手だが、茉莉村の台頭によって出番がなくなってしまう。
茉莉村（まりむら）
東香西に鳴り物入りで入部した投手。学年はカズマサ達の一つ下。右のサイドスローだが、左打者の外角に逃げていくシンカーのコントロールがよく、左には強い（ただし、ストレートやカーブは北や渡辺より劣ると田浦監督に評されている）。最初は対左打者に数イニングだけ使われていたが、だんだんと任されるイニングも増え、朋王との決勝戦では先発するまでになり実質上東香西のエースのような扱いとなる。
塚原（つかはら）
カズマサ達が3年の時の東香西キャプテン。甲子園大会への出場が決定した当時は補欠選手で、部員同士による暴力事件には関与していない。甲子園大会を辞退した雪辱を果たすべく西東京大会にキャプテンとして出場するが、美波里高校と練習試合で対戦し勝利したことで、美波里高校の実力を見誤ってしまい敗退する。

### 栄光城学園高校
東東京地区の強豪高校。創立3年目の新設高校だが、全国から才能ある中学生をスカウトし、1・2年生のみのチームで夏の大会ベスト4、秋の大会で優勝している。仏教系の私立高校で、グランドや体育館等、運動施設は全て野球部が使用するため、この高校の生徒が野球以外の運動部を作ろうとしても練習できる場所が無く、そのため実質的に運動部は野球部しか存在しない。東東京代表として甲子園大会に出場、準々決勝で朋王学園と対戦する。
郡司（ぐんじ）
栄光城学園高校の監督。監督として2回、甲子園で優勝している。仏教を通じて指導者と部員との間の結束を高めるという独特の手腕を発揮する一方で、1年目は野球留学組のみを採用して2年目は通学組のみを採用するという変則的なスカウトを行ったことで結果的に部員同士が境遇の違いから人間関係で気まずい思いをするようになった。
宇和島藤夫（うわじま ふじお）
栄光城学園高校のキャプテン。ポジションは遊撃手。仏教系。
佐渡（さど）
栄光城学園高校のエース。ポニーリーグで世界一になった経歴を持つ。くにゃくにゃしたフォームが特徴的な右のサイドスロー。越境組が多い栄光城学園の、レギュラー唯一の東京出身。
清原雅数（きよはら まさかず）
脇谷中を卒業後、スカウトではなく、自ら希望して栄光城学園に進学する。中学時代より体格が大幅に向上している。将来は高校野球の監督になりたいという目標があり、人心掌握術を学ぶために郡司の下で指導を受け、補欠とは言えベンチ入りする実力を身につける。中学時代は、怒りっぽい性格だったが、栄光城学園での厳しい環境を経験しているからか、落ち着きのある性格に変わっていた。郡司の監督としての能力の高さは認めているものの、全国から集められた野球エリートの上級生と、自ら希望して入学した自分達との差から来る人間関係など、チームに不満も感じていたが、朋王学園との対戦で、『野球の真の恐怖』を知り、それがちっぽけなものだったことを知る。3年生が引退後、部員達による投票で新キャプテンに選ばれる。
拝（おがみ）
栄光城学園の新エース。左の荒れ球豪速球で、「小型蝦名」と揶揄される。朋王戦では出て来なかったため「怖いもの知らず」でチームを引っ張る投手として見込まれていたが…
高瀬（たかせ）
カズマサ達の1学年下の越境組。拝とは対照的に迫力はないがコントロールがよくまとまったタイプ。監督は拝と高瀬のどっちをエースにするかを迷っていたが、清原の進言で拝が使われることに。
蒲生（がもう）
1学年下の越境組。野球部の新レギュラーが甲子園で『野球の真の恐怖』を知った2年達で固められる中、最初から遊撃手のレギュラーをつとめる。野球センスは高く秋の大会では朋王戦で初のヒットを出しただけでなく、強肩好守を見せた。

### 吟南高校
西東京地区にある高校。野球部の実力は強豪校までは行かないが、結構強い。カズマサが2年生時の夏の地区予選で松予野高校に勝利すると言う番狂わせを起こし、準々決勝で朋王学園と対戦する。上級生の理不尽なシゴキにより、2年生と3年生の仲は悪く、この環境が『怨念パワー』という原動力となって強くなった（ロジャーが体育会系を必要悪と語ったのはこの部分）。翌年夏の地区予選にも朋王学園と対戦、球場へ向かう途中、踏切で立往生した幼稚園の送迎バスをチーム全員で助けた事で、美談として球場の観客を味方につけ、朋王学園を苦戦させたものの敗れる。
二瓶（にへい）
狛駒中時代のカズマサのチームメイト。中学卒業後、この高校に進学する。中学時代より背が大幅に伸び体格も良くなったためバッティングが開花し、吟南高校で4番の座を手にする。他の2年生と同じく3年生との仲は良くなかったが、朋王学園と対戦後、3年生と和解し、横須賀や那巳川と同じく、夏の大会後、新チームでキャプテンに就任する。カズマサや横須賀や那巳川とは高校入学後も友人付き合いをしているが、他の3人と違い、自分だけ甲子園大会に行っていない事に疎外感を抱いている。
桐野（きりの）
二瓶のチームメイトで、最大で140km/h出る（ただしこの記録は練習中のものであり「試合では出せない」とカズマサ達に言われている）直球と七色の変化球を持つ本格派投手。直球に自信を持っていたが打ち込まれ、軟投に切り替え上級生に対する怨念パワーでふんばったが朋王打線には勝てなかった。

### 美波里高校
春の都大会で一回戦で朋王学園と対戦した高校。古豪ではあるが、10年以上、実績を上げていない。かつてリトルリーグ世界一となったチームの監督である大州をスカウトし、古豪復活を目指している。1年生ながら、かつてのリトルリーグ世界一となったメンバーを中心としたチームで、春の都大会で朋王学園と対戦し、勝利するという番狂わせを起こし、夏の西東京大会でも強豪高を次々と撃破し決勝に進出、朋王学園と対戦し優位に試合を進めたが、最後に逆転負けを喫し、甲子園大会出場を逃す。
大州（おおす）
美波里高校野球部監督。4年前、リトル世界一を成し遂げた実績を買われて、監督に就任。そのメンバーを引き連れて、全員1年生ながらもレギュラーに抜擢する。大州圭の父親でもあるが、野球に夢中になりすぎた結果、家庭を犠牲にしてしまい、それが原因で妻とは離婚、娘との関係もギクシャクしている。ただし、復縁はしていないが、頻繁に元妻や娘の家に訪れていて、元妻も邪険に扱わないなど、関係は多少は改善している。
宗谷岬（そうや みさき）
美波里高校一年生。アメリカ系ハーフで金髪。中学時代、ソフトボール日本一の実績を持ち、ソフトボール界では有名選手であったが、野球界では無名の存在で、全く知られていなかった。ポジションはピッチャーで、綺麗な回転がかかったキレのある球を投げる「正統派」の投手。その潜在能力は国沢をして「蛯名以上」と言わしめる。大州圭、ハーディ西井戸とは幼馴染。当初、朋王学園に進学するつもりでいたため、美波里高校の監督に就任した大州からの、かつての教え子たちを集めたチームを作るという誘いを一度は断るが、後述の田中沙流の死をきっかけにして、考えを改め美波里高校に進学する。
ハーディ西井戸（ハーディにしいど）
美波里高校一年生。イラン系ハーフで肌が黒く黒髪。宗谷と同じチームで中学時代、ソフトボール日本一の実績を持ち、こちらもソフトボール界では有名選手であったが、野球界では無名の存在で、全く知られていなかった。ポジションはショートであるが、硬式では投手を志望している。荒削りながらもトルネード投法を使い、球の回転、リリースポイントなどの課題を残しながらも、投球速球は宗谷岬と並び、秘密兵器として落差の大きいフォークボールを会得している。大州圭、宗谷岬とは幼馴染。宗谷岬と同じく、当初は朋王学園に進学するつもりでいたが、同じ理由で美波里高校に進学する。

### 紅山農林高校
甲子園大会の一回戦で朋王学園と対戦した、熊本県代表高校。大会が始まるまでのカズマサの言動により善玉に祭り上げられてしまい、多大なプレッシャーを受けることになる。
屋敷（やしき）
紅山農林のエース。地区予選を勝ち抜く原動力となった好投手だが、観客やマスコミから正義の味方のように扱われてしまい、ただでさえ多大なプレッシャーのかかる甲子園大会で、それを上回るプレッシャーを受けて自滅してしまう。

### 三省工業高校
甲子園大会の二回戦で朋王学園と対戦した、栃木県代表高校。優勝候補の一角に挙げられる強豪高校。朋王学園とは同じ宿舎に宿泊している。
雄馬間（おばま）
三省工業高校のキャプテンで4番でエース。ドラフトの目玉とされている好選手。本人も強烈なプロ志望で、その熱い心と独自の野球観から、カズマサに大きな影響を与える。栄光城学園戦の後でカズマサにメールを送るなど、交友関係は続いている。後に中日ドラゴンズにドラフト指名される。

### 伊賀丸高校
甲子園大会の三回戦で朋王学園と対戦した、三重県代表高校。チーム方針として機動力に優れる。
服部早門（はっとり さもん）
伊賀丸高校のキャプテンで、俊足を誇る。『勝つことだけが美徳』と発言するなど、カズマサ曰く『雄馬間とは正反対の野球観を持っている』選手。だが、チームのカラーに合わず補欠として試合に出場出来ないでいた後述の武乃蔵が活躍した際には、喜びを表すなど、熱い心も持っている。
武乃蔵勇（たけのくら いさむ）
伊賀丸高校の補欠選手。服部からは「タケゾウ」という愛称で呼ばれる。長打力を持ち、他のチームならクリーンアップで打てる実力を持っているが、足が遅いため足を使う機動力を活かしたチームのカラーに合わず補欠としてベンチ入りし、主に相手チームのサインの解読役をしていた。朋王学園との対戦で最終回まで両者得点がない場面からホームランを期待され代打で出場し、鈍足ゆえに予想外の形で外野送球が自身に当たってしまった結果としてランニングホームランをもぎ取り、チームの期待に答える。

### その他
国沢（くにさわ）
元プロ野球選手で、現在はヤクルトスワローズのスカウト。ロジャーが日本ハムファイターズで通訳をしていた時の知り合い。蝦名の才能に目をつけ、スカウトするべく色々と行動している。蝦名が有名になればスカウトとしての自分の評価が上がるが、それに伴い他球団との競争も激しくなるので、複雑な心境となっている。東香西高校監督の田浦は大学時代の後輩で、戦績が上がらず解雇されかけた田浦に就職先を斡旋したり、次期監督に流山均一を推薦するなどしている。息子も下位指名とはいえ、ドラフトで指名される程の選手だが、カズマサの策略で蝦名に打取られてしまう。
東中野茂樹（ひがしなかの しげき）
中学時代は、シニアリーグでそこそこ有名な選手だったが、高校進学と共にグレてしまい、たまたま通りかかった狛駒中のグランドで、不良仲間達と大型スクーターでグランドを走り回したり、勝手に野球をしたりと傍若無人な行いをしていた時に、OBとして野球部の後輩達に指導にきたカズマサ・横須賀・那巳川の3人と、後から合流した蝦名に、東京の高校野球のトップクラスの実力を見せ付けられ反省し、不良仲間達と荒らしたグランドの整備をやらされる。
田中沙流（たなか さりゅう）
かつて、大州の元でリトルリーグ世界一になったチームの投手。投手として超一流の技術を持っている訳ではなく、リトルリーグ時代はチームの打撃力に支えられているに過ぎなかった（そのため、「ガラスのエース」と揶揄され、本人も「大した実力もないエース」「ダメダメエース」と認めている）が、チームを引っ張る『リーダーとしての資質』を持ち、周囲の打力に支えられながらも世界一になる原動力となった。大州の、かつての教え子を集め甲子園を目指すという誘いを受け、ハーディ・宗谷の2人を除くかつてのチームメイトたちと共に美波里高校を受験しようとした。実は、幼少の頃から心臓に持病を患い、日常生活には支障はないが、ハードな運動が出来なくなり、かつての仲間たちと野球で『てっぺん』を目指すため成功率80%の手術を受けるが、手術の甲斐なく亡くなってしまう。このことがきっかけになり、ハーディ・宗谷の2人は美波里高校に進学することを決めるが、大洲圭からは、父親が沙流の死を利用してハーディと宗谷を美波里高校に入学させたという疑念を持たれてしまう。